# Прела
Прела (итал. Prelà) — коммуна в Италии, располагается в регионе Лигурия, в провинции Империя.
Население составляет 510 человек (2008 г.), плотность населения составляет 33 чел./км². Занимает площадь 15 км². Почтовый индекс — 18020. Телефонный код — 0196.
Покровителем коммуны почитается святой Иоанн Креститель, празднование 24 июня.

## Демография
Динамика населения:

## Города-побратимы
- Шатонёф-Грас, Франция (2005)

## Администрация коммуны
- Официальный сайт: